# Charles-Louis-Auguste Le Tonnelier de Breteuil
Pour les articles homonymes, voir Famille Le Tonnelier de Breteuil et Breteuil.
Charles-Louis-Auguste Le Tonnelier de Breteuil (1687-1732) est un ecclésiastique français, évêque de Rennes et Grand-Maître de la Chapelle de la Musique du Roi.

## Biographie
Fils de François Le Tonnelier de Breteuil, marquis de Fontenay-Trésigny, et d'Anne de Calonne de Courtebonne, Charles-Louis-Auguste Le Tonnelier de Breteuil était le frère cadet de François-Victor Le Tonnelier de Breteuil qui fut secrétaire d'État sous Louis XV.
Conseiller-né du Parlement de Bretagne, conseiller du Roi en tous ses Conseils, il fut nommé le 17 octobre 1723 abbé commendataire de l'abbaye royale de Saint-Pierre de Chaume (archidiocèse de Sens) ainsi qu'évêque de Rennes. Recevant ses bulles le 11 juin 1725, il fut sacré le 15 juillet suivant par Louis-Jacques Chapt de Rastignac archevêque de Tours. Il prit possession de son évêché le 22 août 1725, ne faisant toutefois son entrée solennelle à Rennes que le 7 juin 1726.
Prieur commendataire de Rueil et Escameil, Grand-Maître de la chapelle de la musique du Roi (1725-1732), il s'illustra particulièrement dans la lutte contre le Jansénisme. Le prélat décéda d'apoplexie le 24 avril 1732.

## Armes
D'azur à l'épervier au vol éployé d'or, grilleté et aux longes de même.

## Sources
- Chanoine Amédée Guillotin de Corson, Pouillé historique de l'archevêché de Rennes, Rennes, Fougeray et Paris, René Haton, 1880-1886, 6 vol. in-8° br., couv. impr. (disponible sur Gallica).